# Transdanubiske bjerge
De Transdanubiske bjerge (undertiden også kaldet Bakonyskoven, Dunántúl højland, Transdanubiske højland ungarsk: Dunántúli-középhegység) er en bjergkæde i Ungarn, der dækker omkring 7000 km2. Dens højeste top er Pilis, med en højde på 757 moh.

## Dele af bjergene
- Bakony
  - Sydlige Bakony
  - Nordlige Bakony
    - Keszthely Plateau
    - Tapolca-bassinet
    - Balaton Højland
      - Bakonyalja
      - Sokorói-dombság
- Vértes-bjergene
  - Vértesalja (Bársonyos)
- Velencebakkerne
- Dunazug-bjergene
  - Gerecse-bjergene
  - Buda-bakkerne
  - Pilis-bjergene

Visegrád-bjergene betragtes ofte som en del af det af geopolitiske årsager, men geografisk er de en del af de nordungarske bjerge.